# La dama del lago (novela de Raymond Chandler)
La dama del lago es una novela policíaca de 1943 de Raymond Chandler protagonizada por el investigador privado de Los Ángeles Philip Marlowe. Destacada por alejar a Marlowe de su entorno habitual en Los Ángeles durante gran parte del libro, la complicada trama de la novela trata inicialmente del caso de una mujer desaparecida en un pequeño pueblo de montaña a unos 130 kilómetros de la ciudad. El libro fue escrito poco después del ataque a Pearl Harbor y hace varias referencias a la reciente participación de Estados Unidos en la Segunda Guerra Mundial.

## Trama
Derace Kingsley, un rico hombre de negocios, contrata a Marlowe para encontrar a su exesposa, Crystal. Kingsley había recibido un telegrama de Crystal unas dos semanas antes indicando que se divorciaría de él y se casaría con su novio gigoló, Chris Lavery. Pero cuando Kingsley se topó con él, Lavery afirmó que no la había visto y que no sabía dónde estaba.
Marlowe comienza su investigación con una visita a Lavery en la vecina ciudad de Bay City. Pero mientras vigila la casa de Lavery, Marlowe es amenazado por el duro policía Al Degarmo, quien sospecha que él está acosando al vecino de Lavery, el Dr. Almore. Marlowe descubre que la esposa de Almore había muerto en circunstancias sospechosas y que probablemente la policía silenció su muerte.
Marlowe traslada sus investigaciones a la cabaña de vacaciones de Kingsley en Little Fawn Lake. Kingsley le ha entregado una nota al cuidador, Bill Chess. Chess está deprimido por haber sido abandonado por su esposa, Muriel, aproximadamente al mismo tiempo que Crystal desapareció. Mientras Marlowe y Chess caminan por la propiedad, descubren un cuerpo ahogado que Chess identifica como su esposa, hinchado por la descomposición y casi irreconocible excepto por su ropa y joyas. Chess es arrestado por el asesinato de su esposa y Marlowe, dudoso, regresa a Los Ángeles. En el camino, entrevista a algunos empleados del hotel que recuerdan a una mujer que coincide con la descripción de Crystal y dicen que un hombre estaba con ella, cuya descripción se parece a Lavery.
Marlowe regresa a Bay City para entrevistar nuevamente a Lavery. En la casa encuentra a la Sra. Fallbrook, quien dice ser la dueña y encontró un arma en las escaleras. Una vez que se va, Marlowe se asegura de que se disparó el arma y, después de una búsqueda, encuentra a Lavery asesinado en el baño. Luego regresa con Kingsley, quien le ofrece un bono para demostrar que Crystal no lo hizo. Marlowe regresa a la casa de Lavery, llama a la policía y denuncia el asesinato.
De vuelta en su oficina, Marlowe encuentra una nota de la secretaria de Kingsley dándole la dirección de los padres de la esposa del Dr. Almore. Marlowe los visita y descubre que la enfermera de Almore se llamaba Mildred Haviland. También le dicen que creen que el médico mató a su hija drogándola y luego metiéndola en el garaje con el motor del coche en marcha. El detective que contrataron fue encarcelado por conducir en estado de ebriedad y ahora no está en contacto con ellos. Después de que Marlowe va a la casa del detective y es rechazado por su esposa, lo sigue un coche de policía. Al igual que antes con el detective, la policía lo obliga a beber licor y lo arresta por exceso de velocidad, resistencia al arresto y conducir en estado de ebriedad. Pero Marlowe logra convencer al capitán de policía de su inocencia y es liberado.
Al regresar a su oficina, Marlowe recibe una llamada de Kingsley quien le dice que Crystal ha llamado pidiendo 500 dólares. Kingsley le da el dinero a Marlowe para que lo entregue. Lleva una de las bufandas de Kingsley para la cita, pero cuando conoce a Crystal, Marlowe insiste en que ella responda sus preguntas antes de recibir el dinero. Crystal acepta, pero sólo en un apartamento cercano donde se aloja. Allí la acusa de ser la asesina de Lavery. Cuando apunta con un arma a Marlowe, alguien lo golpea por detrás con una porra.
Marlowe se despierta apestando a ginebra y con Crystal tirada desnuda, ensangrentada y estrangulada en la cama. Pronto la policía de Bay City golpea la puerta. Degarmo intenta incriminar a Marlowe por el asesinato, pero Marlowe engaña a Degarmo sugiriendo que la bufanda de Kingsley es evidencia de que Kingsley mató a su esposa. Marlowe supone que Kingsley habría ido a algún lugar tranquilo después del asesinato, por lo que él y Degarmo viajan juntos a Little Fawn Lake para encontrar a Kingsley.
En el enfrentamiento final en la cabaña, Marlowe revela que la mujer asesinada en Bay City, que se supone que es Crystal Kingsley, era en realidad Mildred Haviland, asesinada en un ataque de celos por Al Degarmo, quien era su ex marido. La mujer asesinada en Little Fawn Lake, que se suponía era Muriel Chess, era en realidad Crystal Kingsley, asesinada por Mildred Haviland, quien luego asumió su identidad. Mildred había sido anteriormente enfermera del doctor Almore, había asesinado a su esposa y también había asesinado a Lavery.
Degarmo intenta escapar, pero muere mientras cruza una presa custodiada por centinelas en tiempos de guerra con órdenes de disparar a posibles saboteadores.

## Interpretaciones
Chandler escribió muchas de sus novelas mediante un proceso que llamó canibalización de sus cuentos anteriores. Tomaba historias previamente publicadas en revistas pulp y las reelaboraba para que encajaran en un todo coherente. Para La dama del lago, Chandler se basó en historias protagonizadas por su detective John Dalmas: la homónima "La dama del lago" (publicada en 1939); "Blues de la ciudad de la bahía" (1938); y "Sin crimen en las montañas" (1941). 
El hábil mosaico impresionó a Jacques Barzun, quien opinó que: "La exposición de la situación y el personaje está hecha con un ritmo y una habilidad notables, incluso para Chandler. Esta magnífica historia se mueve a través de un laberinto de acertijos y revelaciones. hasta su perfecta conclusión. Marlowe hace un mayor uso de pistas físicas y raciocinio en esta hazaña que en cualquier otra. Es la obra maestra de Chandler." 
La novela también ha figurado en estudios más completos sobre la obra de Chandler. Un autor comenta que el título del libro es una referencia explícita a la Dama del Lago, la hechicera del romance artúrico, especialmente al centrarse en una mujer misteriosa que cambia de roles en diferentes versiones de la narración.  Esto, a su vez, refleja la ambigüedad entre cómo le parece la evidencia a un observador y lo que realmente sucedió. La mujer ahogada en el lago comparte la misma apariencia y carácter moral que su asesino. La verdadera distinción entre ellos, víctima y perpetrador, sólo queda clara al final de la novela. La ambigüedad se ve reforzada por el hecho de que cada vez que la asesina entra en la acción, se hace pasar por un nombre diferente. Mildred Haviland había desaparecido tras el asesinato de la esposa del doctor Almore y luego se casó con Bill Chess, usando el nombre de Muriel; al dejar ese papel, se hace pasar por Crystal Kingsley en el hotel de San Bernardino; y despista a Marlowe presentándose ante él como la señora Fallbrook, la propietaria del apartamento de Chris Lavery después de su asesinato. 
Cuando la novela de 1943 se adaptó al cine en 1947, se utilizó una técnica experimental de cinematografía para sugerir la brecha entre la narrativa en primera persona de la novela, que representa la experiencia subjetiva, y la realidad que debe deducirse de evidencia tan ambigua. Marlowe, el detective, no aparece, excepto ocasionalmente como un reflejo en un espejo. En cambio, la visión de la cámara ocupa su lugar y el público del cine tiene que compartir su experiencia de esa manera. Al final fue un experimento insatisfactorio ya que proporcionó una experiencia puramente visual; el espectador no podía compartir sus heroicos combates con la botella de whisky, no podía defenderse del invasivo puño lanzado a la cámara ni evaluar el toque de sirena o tentadora. Lo que la audiencia realmente compartió con el narrador fue “una disparidad entre la promesa subjetiva y su cumplimiento”, que en última instancia es también la experiencia del lector de la narración escrita. 

## Adaptaciones
Además de la película de 1947, el 9 de febrero de 1948 se emitió una adaptación de 60 minutos de la película como parte del Lux Radio Theatre, con Robert Montgomery y Audrey Totter retomando sus papeles cinematográficos.  También se transmitieron adaptaciones radiofónicas de la novela en el Reino Unido: Bill Morrison como parte de The BBC Presents: Philip Marlowe el 7 de noviembre de 1977; y Stephen Wyatt para BBC Radio 4 el 12 de febrero de 2011. 